# Kinson
Kinson är en stadsdel i Bournemouth, i distriktet Bournemouth, Christchurch and Poole, i grevskapet Dorset, i England. Stadsdelen hade 17 795 invånare år 2021. Kinson var en civil parish 1866–1931 när blev den en del av Bournemouth. Civil parish hade 3 429 invånare år 1921. Byn nämndes i Domedagsboken (Domesday Book) år 1086, och kallades då Chinestanestone.